# Famille Cyprien-Fabre
Pour les articles homonymes, voir Fabre.
La famille Cyprien-Fabre est une famille française de la bourgeoisie marseillaise.

## Histoire
La famille Fabre est originaire de La Ciotat (Provence).

## Généalogie
- Pierre Fabre (1691-1745), capitaine de vaisseau marchand
  - Pierre Antoine Fabre
    - Pierre François Marie Fabre, officier de marine, marié à la sœur de Jean-Joseph Rigordy
      - Augustin-Jules-Esprit Fabre (1797-1870), historien de Marseille et la Provence

  - César Auguste Fabre (1731-1800), officier marinier
    - Augustin-Félix Fabre (1772-1850), capitaine de navire, armateur, fondateur de la maison d'armement Augustin Fabre et Fils. Il acquiert le domaine de Luminy en 1819[1]
      - César Fabre (1808-1864), négociant
        - Augustin Fabre (1836-1884), médecin
        - Cyprien Fabre (1838-1896), armateur, président de la Chambre de commerce de Marseille
          - Paul Cyprien-Fabre (1870-1955), armateur, président de la Compagnie Cyprien-Fabre, vice-président des Armateurs de France
            - Mathilde Cyprien-Fabre (1901-1960), épouse de Jean Fraissinet
            - Simone Cyprien-Fabre (1900-1994), épouse d'Henri de Demandolx-Dedons, administrateur des chargeurs Réunis

          - Augustin Cyprien-Fabre (1874-1929), armateur, marié à la sœur d'Eugène Bonnasse
            - Noëlie Cyprien-Fabre (1902-1987), épouse d'Édouard Gouin, industriel en savonnerie

          - Alphonse Cyprien-Fabre (1876-1957), président de la Société nautique de Marseille
          - Lucie Cyprien-Fabre (1880-1931), mère de Madeleine Grawitz
          - Léon Cyprien-Fabre (1885-1957), armateur, gendre de Francis Warrain
            - Odette Cyprien-Fabre (1908-2004), mère de Jean-Claude Fasquelle
            - Francis Fabre (1911-1991), armateur, président-directeur général des Chargeurs réunis, président des Armateurs de France et de l'Union de transports aériens[2] ;
            - Marguerite Fabre (1913- 2008), mariée en 1939 avec Jacques Dupuy, pilote automobile (1910-1994)

        - Victoria Fabre (1843-1937), présidente de l'Union des Dames Patronnesses de l'Hôpital Saint-Joseph de Paris, épouse de d'Arthur Desjardins

      - Félicie Fabre (1810-1893), épouse de Victor Régis
      - Urbain Fabre (1813-1899), armateur, époux de Léonie Luce
        - Edmond Fabre-Luce (1864-1926), diplomate et banquier, directeur général et vice-président du Crédit lyonnais, gendre d'Henri Germain
          - Jenny Fabre-Luce (1896-1991), épouse de Roland de Margerie
          - Alfred Fabre-Luce (1899-1983), journaliste et écrivain, époux de Charlotte de Faucigny-Lucinge
            - Françoise Fabre-Luce, épouse de Tony Dreyfus

        - Édouard Fabre-Luce (1866-1949), marié à la sœur de Charles de Tricornot de Rose
          - Robert Fabre-Luce (1897-), homme de lettres

        - Ernest Fabre (1854-1915), armateur
          - Henri Fabre (1882-1984), ingénieur, aviateur et industriel, inventeur de l'hydravion, époux de Germaine de Montgolfier
            - André Fabre (1911-)
              - Laurent Fabre (1940), prêtre jésuite, fondateur de la Communauté du Chemin Neuf
              - Xavier Fabre (1950), architecte

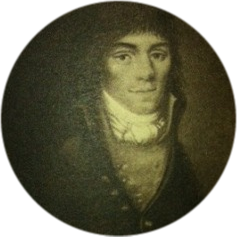
Augustin Félix Fabre
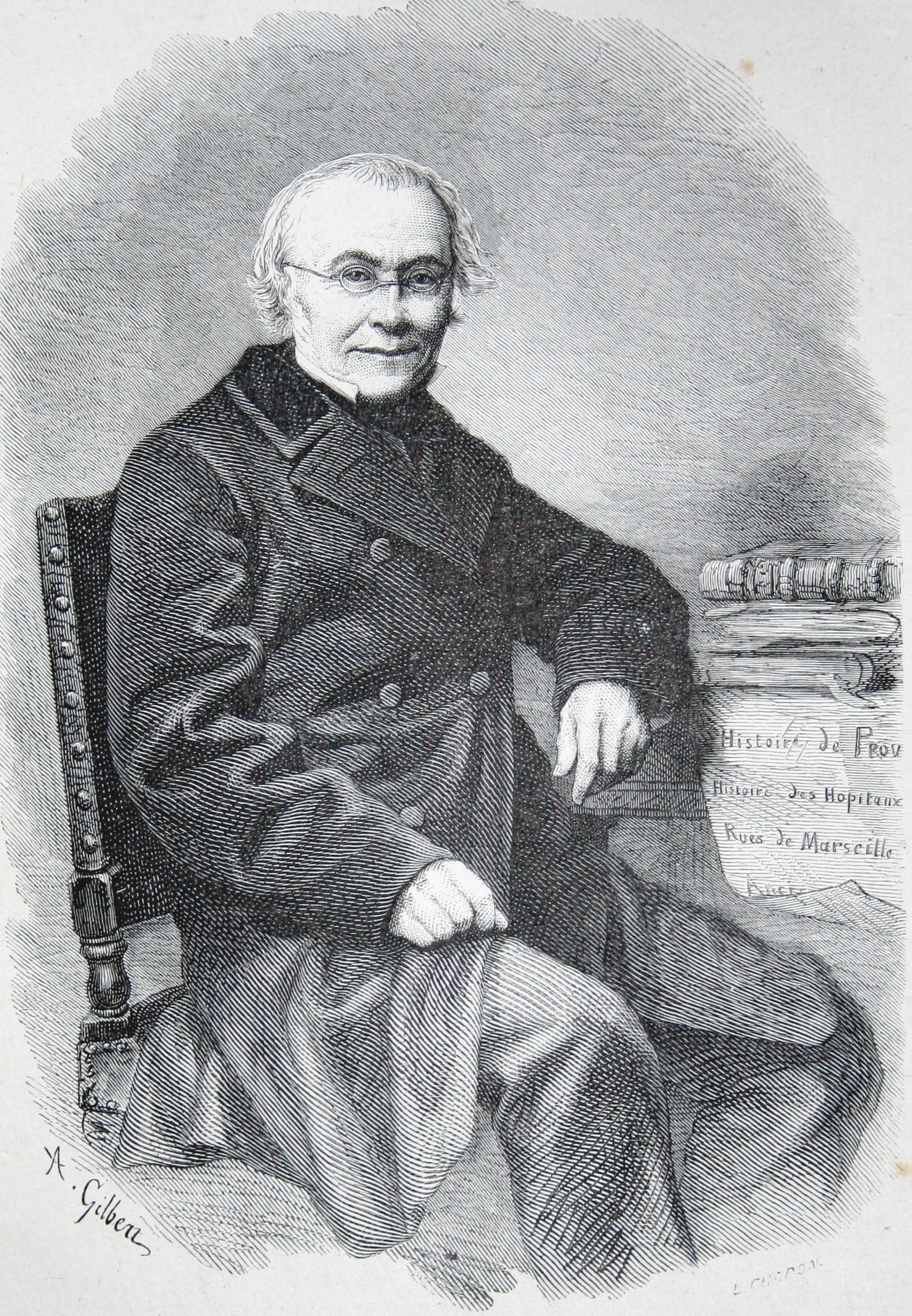
Augustin-Jules-Esprit Fabre
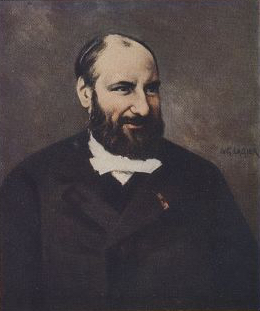
Augustin Fabre
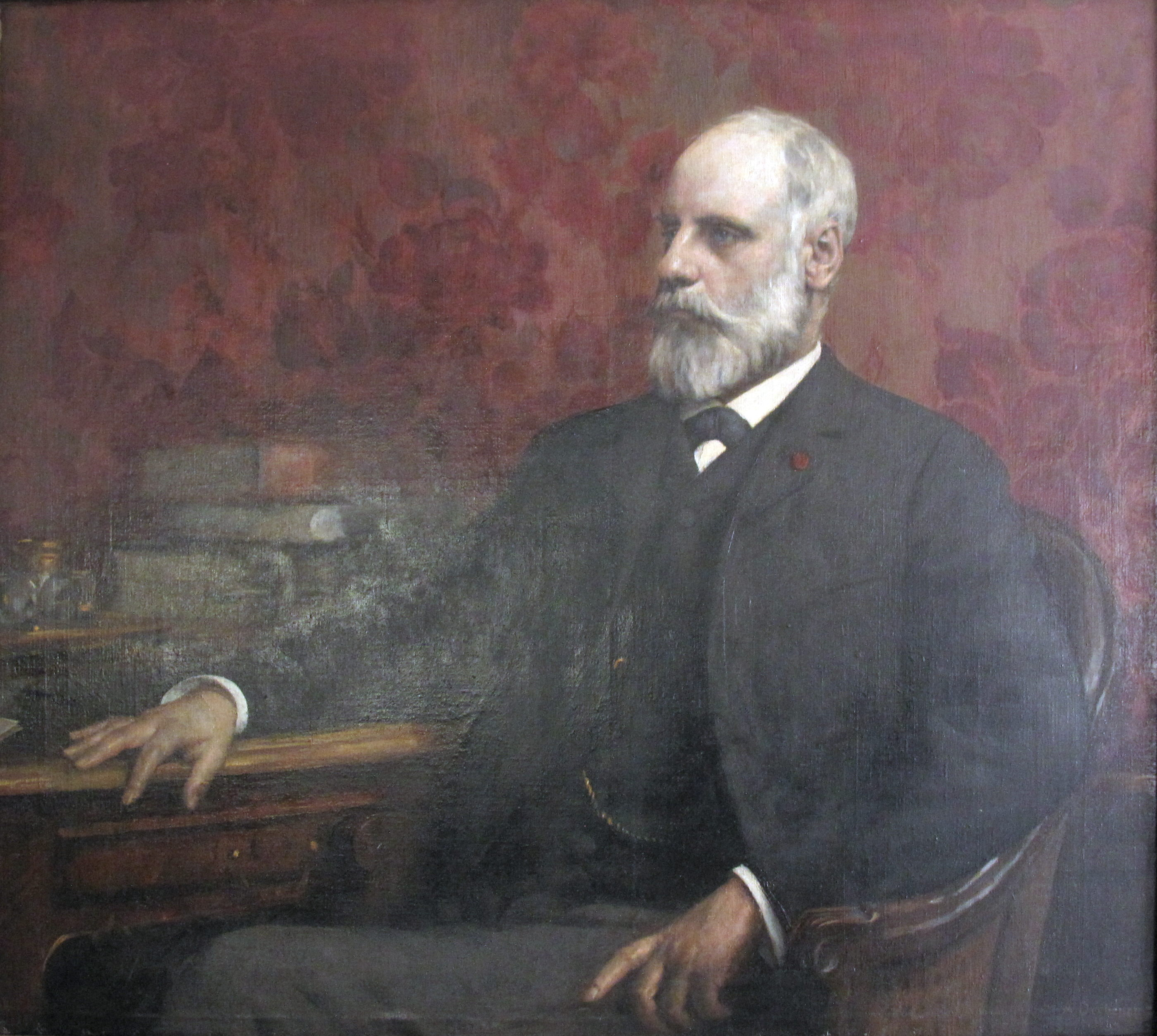
Cyprien Fabre
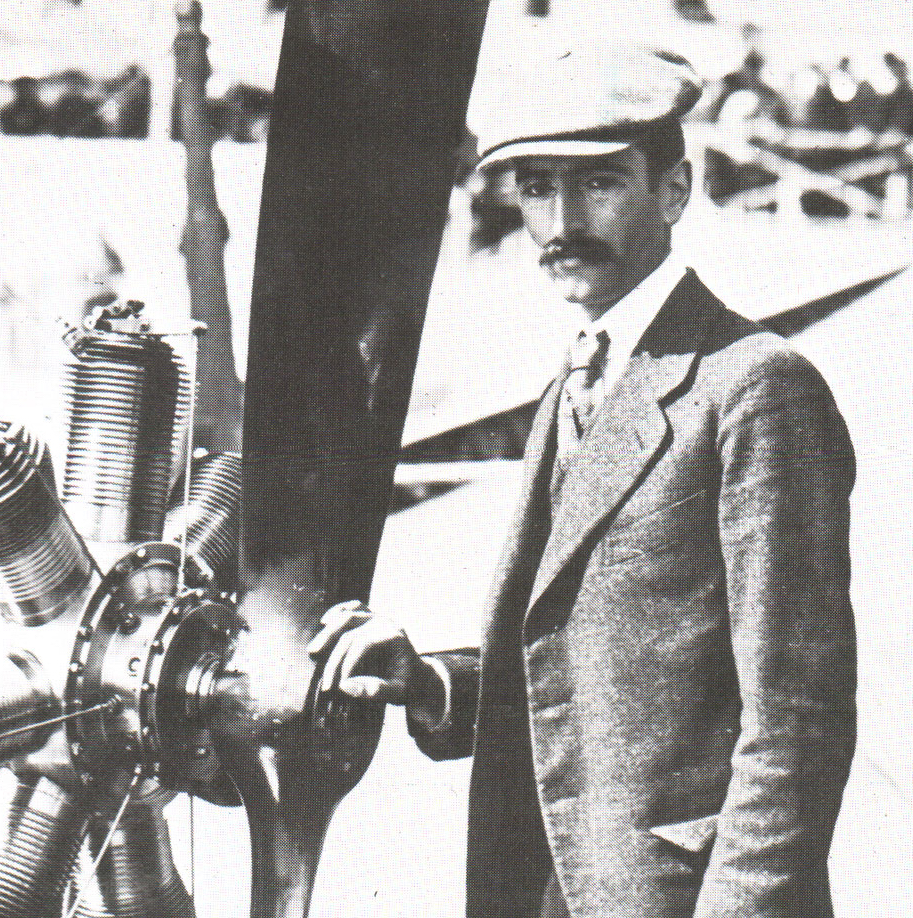
Henri Fabre devant son appareil "Monaco"
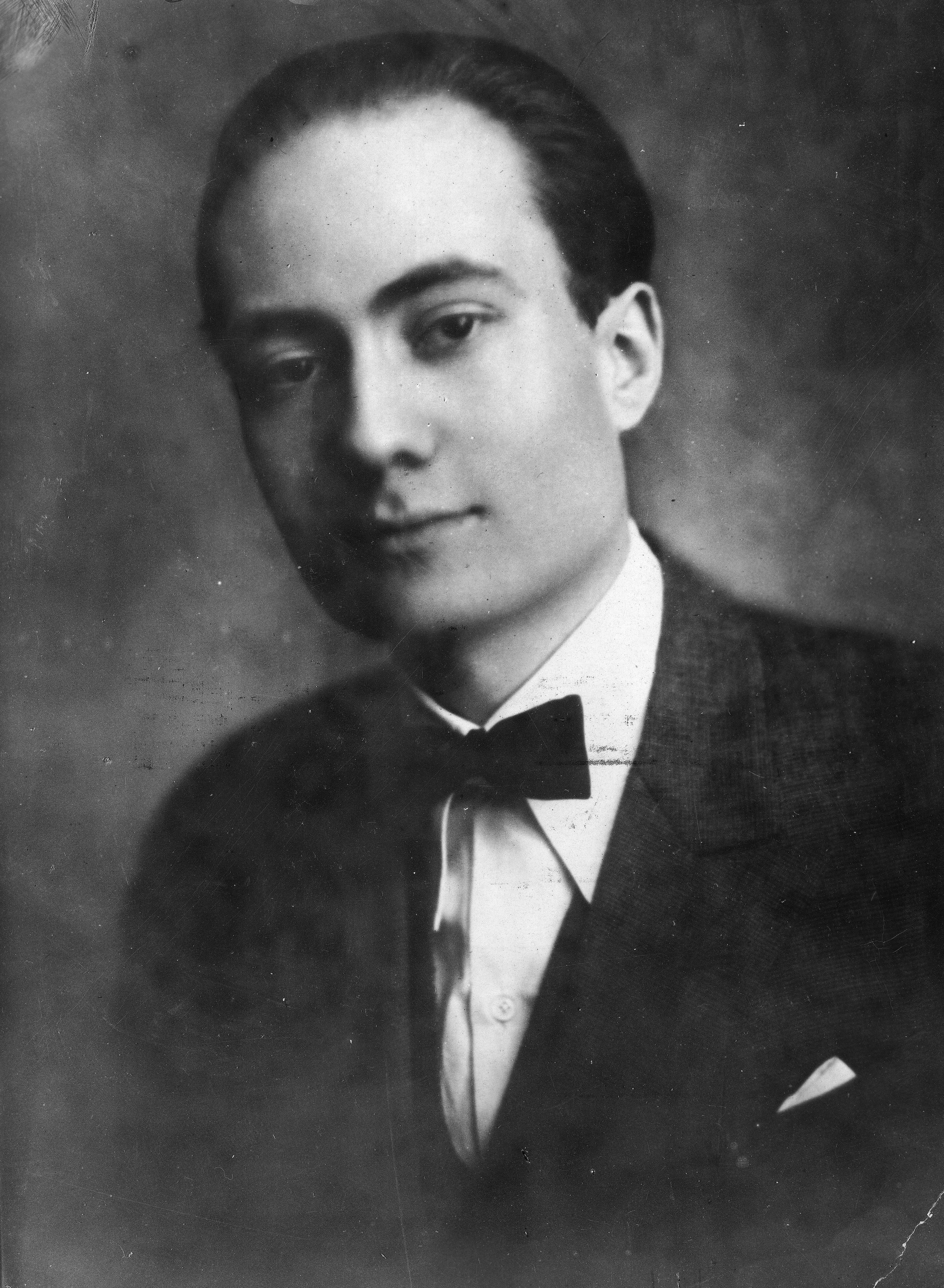
Alfred Fabre-Luce